# Раздольненские тоннели
Раздо́льненские тонне́ли — автодорожные тоннели на Сочинской объездной дороге федеральной трассы Новороссийск-Сухум в Хостинском районе города Сочи, Краснодарский край, Россия.

## Описание
Расположены в горном массиве левого берега реки Бзугу у села Раздольное.
Состоят из одного ствола с организацией двустороннего движения (по одной полосе в каждом направлении). Между тоннелями расположен Раздольненский виадук.
Общая суммарная длина тоннелей 540 м.

## История
Построены в 2008 г. Южной горностроительной компанией и Тоннельным отрядом 44.
Ввод в эксплуатацию был совершен 29 ноября 2008 года в составе 2-го участка Объездной дороги Сочи.